# 벨 델핀
벨 델핀(Belle Delphine, 1999년 10월 23일 ~ )은 남아프리카 공화국 출생 잉글랜드의 인터넷 유명인, 포르노 배우, 모델, 유튜버이다. 에로틱한 표정(특히 아헤가오)과 포즈를 통해 인터넷 상에서 이름을 알렸다.

## 같이 보기
- 유튜버 목록